# Hardangerfjorden
Hardangerfjorden der er 179 km lang, er Norges næstlængste fjord og den tredjelængste fjord i verden. Den ligger i Vestland fylke i området Hardanger. Fjorden går fra Husnes og Tysnesøy ude mod vest til Odda længst ind mod Hardangervidda. Største dybde er på mere end 800 meter ved Norheimsund omtrent halvvejs inde i fjorden. Isbræen Folgefonna ligger på sydsiden af Hardangerfjorden.
Følgende kommuner har kyst mod fjorden: Bømlo, Eidfjord, Etne, Granvin, Jondal, Kvam, Kvinnherad, Odda, Sund, Sveio, Tysnes, Ullensvang og Ulvik.